# Трахтман, Авраам Менделевич
Авраа́м Ме́нделевич Тра́хтман (16 июня 1918 — 10 ноября 2003) — советский и российский учёный, конструктор в области систем связи и космического радиоуправления.

## Биография
Родился в местечке Кобеляки Полтавской губернии.
В 1941 году окончил радиофакультет МЭИС. В 1940—1950 годах — инженер, ведущий инженер в НИИ связи («шарашка» НКВД — МВД). Уволен после начала «борьбы с космополитизмом».
В 1950—1996 годах работал в НИИ-885 (с 1963 года — НИИ приборостроения, с 1990 года — Российский НИИ космического приборостроения): руководитель группы, начальник лаборатории, заместитель главного конструктора (1964—1969), начальник отдела.
Руководил разработкой ракетно-космических радиокомплексов (радиоуправление, связь, передача информации).
Одновременно в 1965—1969 годах — заведующий кафедрой теоретической радиотехники в Московском институте радиотехники и горной электромеханики, в 1969—1990 годах — на научно-преподавательской работе в МИРЭА.
Доктор технических наук (1958), профессор (1962). Лауреат Сталинской премии (1946), Ленинской премии (1960), Премии СМ СССР (1987).
Прототип инженер-майора Ройтмана в книге Александра Солженицына «В круге первом».

## Семья
Сын (и соавтор отца) — Виктор Авраамович Трахтман (род. 20.07.1944). Дочь — Лариса Авраамовна Петрусинская (Трахтман, род. 25.07.1945).

## Публикации
- Трахтман А. М. Введение в обобщённую спектральную теорию сигналов. — М., 1972.
- Трахтман А. М., Трахтман В. А. Основы теории дискретных сигналов на конечных интервалах. — М., 1975.
- Трахтман А. М., Старцев В. К. История Российского НИИ космического приборостроения. — М., 1994—1996.